# José Carballo
José Carballo (ur. 23 kwietnia 1987) – nikaraguański piłkarz występujący na pozycji pomocnika. Zawodnik klubu Deportivo Walter Ferretti.

## Kariera klubowa
Carballo karierę rozpoczynał w 2008 roku w zespole Managua FC. W 2009 roku odszedł do Deportivo Walter Ferretti. W sezonach 2009/2010 oraz 2010/2011 wywalczył z nim mistrzostwo fazy Apertura.

## Kariera reprezentacyjna
W reprezentacji Nikaragui Carballo zadebiutował w 2009 roku. W tym samym roku został powołany do kadry na Złoty Puchar CONCACAF. Nie zagrał jednak na nim w żadnym meczu, a Nikaragua zakończyła turniej na fazie grupowej.